# Tina May
Tina May (Gloucester, 30 maart 1961 – Londen, 26 maart 2022) was een Britse jazzzangeres.
May groeide op in Frampton-on-Severn. Ze was getrouwd met de drummer Clark Tracey, die ook op enkele van haar albums meespeelde. Musici die haar begeleidden zijn onder meer Tony Coe, Alec Dankworth, Mick Hutton en Niki Iles. Als gastzangeres zong ze op Michael Hashims album Transatlantic Airs (1994) en op de plaat Ellington's Sacred Music van Stan Tracey Jazz Orchestra met het Durham Cathedral Choir (2000).

## Discografie
- Never Let Me Go, 33 Records, 1992
- It Ain't Necessarily So, 33 Records, 1995
- Time Will tell, 33 Records, 1995
- N'Oublie jamais, 33 Records, 1998
- One Fine Day, 33 Records, 1999
- Live in Paris, 33 Records, 2000
- Early May, Linn Records, 2003
- I'll Take Romance, Linn Records, 2003
- I Never Told You, 2009
- Tina Sings Piaf, 33 Jazz, 2010

## Dvd
- Live at the Pizza Express